# Numa Preti
Numa Preti (Bordeaux, 27 febbraio 1841 – Argenteuil, 28 gennaio 1908) è stato uno scacchista, scrittore e editore francese.
Figlio di Jean-Louis Preti, dopo la sua morte assunse la direzione della rivista La Stratégie e la mantenne fino alla morte. 
Ampliò e pubblicò due edizioni del manuale « ABC des échecs » scritto dal padre. 
Pubblicò il trattato di Tolosa y Carreras Traité analytique du problème d'échecs (Parigi, 1892). 
Curò la rubrica scacchistica di numerose riviste francesi, tra cui Univers Illustré, Sport, Vie Illustré e il Journal de Rouen. 
Scrisse tre volumi della "Christmas Series" di Alain C. White: Roi acculé aux angles (Parigi, 1905), Les tours de force sur l'echiquier (Parigi, 1907) e Le 1001 mats inverses (in due volumi, Parigi, 1907).